# كاري بلوتكن
كاري بلوتكن (بالدنماركية: Kåre Bluitgen)‏ كاتب وصحفي من الدانمارك من مواليد 10 مايو 1959 انتشر اسمه عالميا بعد الضجة التي أحدثتها نشر رسوم كاركتورية مسيئة للنبي محمد في صحيفة يولاندس بوستن الدانماركية، حيث كان بلوتكن بصدد كتابة سيرة رسول الإسلام محمد بن عبد الله بصورة مبسطة في كتاب للأطفال ولكنه وجد صعوبة في إيجاد رسامين مستعدين لرسم صور لإضافتها إلى كتابه «القرآن وحياة الرسول محمد» Koranen og profeten Muhammeds، ووصل هذا الخبر صحيفة يولاندس بوستن التي قامت بإجراء مسابقة بين 40 رساما كاريكاتيريا لرسم صور تعبر عن معاناة بلوتكن في إيجاد رسامين لكتابه وإبراز الادعاء القائل أنه لا يوجد فنان مستعد لرسم كتاب للأطفال عن محمد بدون إبقاء اسمه سريا.
عمل بلوتكن في بداية حياته كمعلم لمدرسة ابتدائية وفي عام 1991 حصل على شهادة في الصحافة. له 16 كتيب مطبوع كانت أولها في عام 1987 بعنوان أرنيستو وآخرها كتابه المثير للجدل «القرآن وحياة الرسول محمد» الذي يحتوي على أكثر من 15 صور وثلاث خرائط استعملت كوسائل إيضاح أثناء سرد القصة ورسمت من قبل رسام لم يقبل بإعلان اسمه.

## وصلات خارجية
- كاري بلوتكن على موقع IMDb (الإنجليزية)
- ترجمة كاري بلوتكن